# Anouar Ait El Hadj
Anouar Ait El Hadj (* 20. April 2002 in Molenbeek, Region Brüssel-Hauptstadt) ist ein belgischer Fußballspieler mit marokkanischen Wurzeln, der bei Royale Union Saint-Gilloise in der belgischen Division 1A spielt.

## Karriere
El Hadj begann seine fußballerische Karriere beim FC Brüssel, wo er von 2010 bis 2011 in der Jugend spielte. Anschließend spielte er, erneut nur ein Jahr, bei der KAA Gent. Im Juli 2012 wechselte er in die Ausbildungsakademie des RSC Anderlecht. In der Saison 2018/19 stand er bereits einmal im Kader der U19 in der Youth League. Am 28. Juli 2019 gab El Hadj im Heimspiel gegen den KV Ostende sein Ligadebüt. Im Rest der Saison spielte er ein weiteres Mal für die Profis und kam auf vier Einsätze, ein Tor und drei Vorlagen für die Reserve. Am 24. Spieltag der Folgesaison erzielte er, bei einem 2:1-Auswärtssieg gegen den KRC Genk, sein erstes Profitor, als er bereits in der 22. Minute den Siegtreffer schoss. In der Saison 2020/21 wurde er in 28 von 40 möglichen Ligaspielen eingesetzt, wobei er vier Tore schoss. Zudem absolvierte er drei Pokalspiele. Am 5. August 2021 wurde er gegen den KF Laçi aus Albanien das erste Mal international eingesetzt, als sein Team einen 3:0-Sieg in der Qualifikation zur Conference League erreichte.
In der Saison 2021/22 bestritt er 27 von 40 möglichen Ligaspielen für Anderlecht, in denen er zwei Tore erzielte, alle sechs Pokalspiele sowie zwei Qualifikationsspiele zur Conference League.
In der Folgesaison waren es drei von 21 möglichen Ligaspielen mit einem Tor, zwei Pokalspielen und zwei Spiele im Europapokal. Ferner wurde er in der U 23-Mannschaft eingesetzt, die in der Division 1B spielt. Dort waren es 8 von 18 möglichen Spielen mit zwei geschossenen Toren. 
Mitte Januar 2023 wechselte er zum Ligakonkurrenten KRC Genk, wo er einen Vertrag bis zum Ende der Saison 2026/27 unterschrieb. Hier bestritt er 10 von 19 möglichen Ligaspielen sowie 3 von 15 möglichen Ligaspielen in der 2. Mannschaft in der Division 1B. In der nächsten Saison waren es 19 von 41 möglichen Ligaspielen, in denen er vier Tore schoss, sowie zwei Pokalspiele mit einem Tor und sechs Spiele im Europapokal.
Mitte Juli 2024 wechselte er zum Ligakonkurrenten Royale Union Saint-Gilloise und unterschrieb dort einen Vertrag bis Sommer 2028. Dort bestritt er in seiner ersten Saison 28 von 40 möglichen Ligaspielen, in denen er fünf Tore schoss, sowie zwei Pokalspiele und neun Spiele im Europapokal. Die Saison endete mit dem Gewinn der belgischen Meisterschaft.

### Nationalmannschaft
Zwischen September 2017 und 2018 kam El Hadj auf 11 Einsätze und drei Tore für das belgische U16-Team. Mit der U17-Nationalmannschaft nahm er unter anderem an der U17-EM 2019 teil und wurde mit seinem Team Sechster aufgrund einer Niederlage gegen Ungarn im Spiel um Platz fünf. Wenige Monate später spielte er schließlich viermal für die U18 Belgiens.
Im Laufe des Jahres 2021 kam er bei vier Qualifikationsspielen zur U 21-Europameisterschaft 2023 für die U21-Nationalmannschaft zum Einsatz.

## Erfolge
- Belgischer Meister: 2024/25